# Alpes-Maritimes
Alpes-Maritimes (occitanska: Aups Maritims) är ett franskt departement, beläget i Frankrikes sydöstra hörn. Huvudort är Nice. 

## Historia
Romarna skapade provinsen Alpes Maritimae så tidigt som år 7 f.Kr. Dess huvudstad var Cemenelum, idag Cimiez, i området norr om Nice. När provinsen var som störst sträckte den sig från Digne och Briançon, och dess huvudstad var Embrun. Dagens departement bildades 1860 då grevskapet Nice annekterades och slogs samman med arrondissementet Grasse i departementet Var.

## Geografi
Alpes-Maritimes gränsar till departementen Var, Alpes-de-Haute-Provence, furstendömet Monaco, Italien i öster, och Medelhavet i söder. I departementet finns den berömda franska rivieran där välkända städer som Cannes, Nice, Saint-Jean-Cap-Ferrat och Antibes är belägna.
Genom departementet flyter följande floder:
| - Aigue Blance - Barlatte - Bassera - Bendole - Bevera - Borrigo - Bourdoux - Bouyon - Brague - Braisse - Braus | - Cagne - Caramagne - Caréi - Castérine - Chalvagne - Cians - Clans - Ciavanette - Coulomp - Éstéron - Faye - Fontanalbe | - Gorbio - Gordolasque - Guerche - Levense - Minière - Loup - Lubiane - Maglia - Magnan - Mairole - Malvan - Nieya | - Oglione - Paillon - Raton - Réfrei - Riou - Rioul - Roudoule - Roya - Siagne - Tinée - Valmasque - Var - Vésubie - Vionène |

## Ekonomi
Ekonomin i Alpes-Maritimes är i hög grad drivet av turism. Det milda klimatet gör att landskapet attraherar turister året om, och Nice är efter Paris den hotelltätaste staden i Frankrike. Andra industrier är parfymindustrin i Grasse och högteknologisk industri omkring Sophia-Antipolis.